# 클루브 비스카야

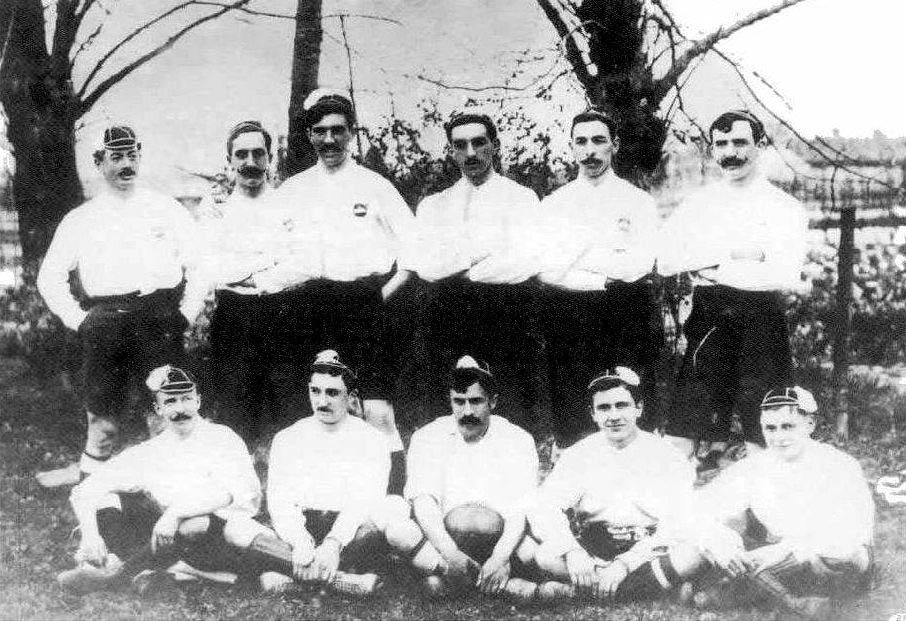
클루브 비스카야

비스카야(바스크어: Bizcaya, 스페인어: Vizcaya)는 스페인 빌바오를 대표하여 1902년 코파 데 라 코로나시온과 1907년 코파 델 레이에 참가하기 위해 꾸려진 선수단이다. 이러한 면에서, 이 구단은 런던 대표팀과 성질이 비슷하다. 이 선수단은 빌바오 연고 구단들의 최고 선수들이 시를 대표로 참가하기 위해 만들어졌다: 빌바오 축구단과 아틀레틱 빌바오로 1902년에 통합된 선수단이 대회에 참가했고, 1907년에는 아틀레틱 클루브와 우니온 비스카이노가 합쳐졌다.

## 코파 데 라 코로나시온

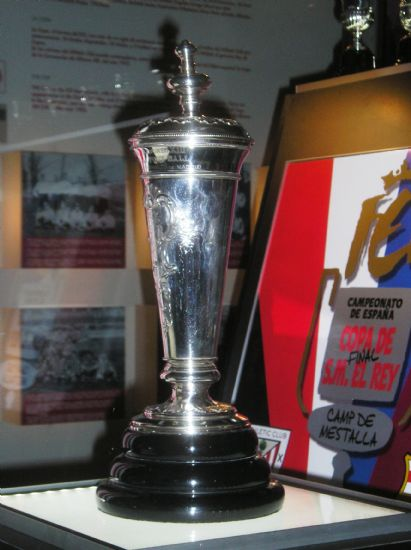
아틀레틱 빌바오 박물관에 전시되어 있는 비스카야의 코파 데 라 코로나시온 우승컵

아틀레틱 클루브(Athletic Club, 1898년 창단)와 빌바오 축구단(Bilbao FC, 1900년 창단)의 통합으로 비스카야 선수단이 꾸려졌고, 이후 그 해 코파 데 라 코로나시온을 우승했다. 1903년, 아틀레틱 클루브가 빌바오 축구단과 그 단원들을 흡수했다.

## 코파 델 레이 1907
1907년, 아틀레틱 클루브와 우니온 비스카이노의 선수단이 통합되면서 클루브 비스카야의 선수단이 꾸려졌다. 이 선수단은 5개 구단이 참가한 리그전에 참가했는데, 이 대회에서 비스카야와 마드리드 축구단이 공동 1위로 마쳤다. 3월 30일에 우승 결정전이 열렸는데, 이 경기에서 마드리드가 1-0으로 이겼다.

## 같이 보기
- 아틀레틱 빌바오-바르셀로나 경쟁
- 구 고전 더비
- 코파 델 레이
- 아틀레틱 빌바오